# Artyom Kiyko
Artyom Kiyko (tiếng Belarus: Арцём Кійко; tiếng Nga: Артём Кийко; sinh 12 tháng 1 năm 1996) là một cầu thủ bóng đá Belarus. Tính đến năm 2018, anh thi đấu cho Gorodeya mượn từ Dinamo Minsk.